# Humboldt (Saskatchewan)
Humboldt ist eine Stadt in der kanadischen Prärieprovinz Saskatchewan mit 4872 Einwohnern (2016).

## Geographie
Humboldt liegt ca. 200 Kilometer nördlich von Regina und 100 Kilometer östlich von Saskatoon. Die Saskatchewan Highways 20 und 5 kreuzen sich in Humboldt.

## Geschichte
Der Ort wurde erstmals im Jahr 1875 besiedelt. Nachdem dort eine Reparaturstation für eine Telegraphenlinie eingerichtet wurde, gewann er in den folgenden Jahren als wichtiger Bestandteil der Telekommunikation zunehmend  an Bedeutung und erhielt seinen Namen zu Ehren des deutschen Naturforschers Alexander von Humboldt. 1885 ließ sich Frederick Dobson Middleton mit 950 Soldaten dort nieder und nutzte den Ort als Basis für militärische Operationen. Anfang des 20. Jahrhunderts erwarben Mitglieder des Benediktinerordens unter Führung von Pater Bruno Doerfler, die der Abtei Saint Peter-Muenster angehörten, Ländereien zur Gründung einer neuen Niederlassung. Mit dem Bau einer Eisenbahnlinie wuchs der Ort weiter und erhielt im Jahr 2000 den Status „City“. In Humboldt ist die Eishockeymannschaft der Humboldt Broncos ansässig.

## Söhne und Töchter der Stadt
- Cori Bartel (* 1971), Curlerin
- John Burton (1927–2022), Politiker
- Glenn Hall (* 1931), Eishockeytorwart
- Ralph Klassen (1955–2020), Eishockeyspieler
- Lylian Klimek (* 1942), bildende Künstlerin
- Tony Leswick (1923–2001), Eishockeyspieler
- Ross Lonsberry (1947–2014), Eishockeyspieler
- Lyndon Rush (* 1980), Bobfahrer
- Wade Skolney (* 1981), ehemaliger Eishockeyspieler
- Brianne Theisen-Eaton (* 1988), Leichtathletin
- Dustin Tokarski (* 1989), Eishockeytorwart
- Brendan Witt (* 1975), Eishockeyspieler
- Jeremy Wotherspoon (* 1976), Eisschnellläufer